# دیپاک موندال
دیپاک موندال (انگلیسی: Deepak Mondal؛ زادهٔ ۱۲ اکتبر ۱۹۷۹) بازیکن فوتبال اهل هند بود.
از باشگاه‌هایی که در آن بازی کرده است می‌توان به باشگاه ورزشی موهون باگان، باشگاه فوتبال بنگال شرقی، باشگاه فوتبال کرالا بلاسترز، باشگاه فوتبال جی سی تی، و باشگاه فوتبال بمبئی سیتی اشاره کرد.
وی همچنین در تیم‌های ملی فوتبال زیر ۲۳ سال هند و هند بازی کرده است.